# Žarko Šešum
Žarko Šešum (en serbe cyrillique : Жарко Шешум), né le 16 juin 1986 à Bačka Palanka, est un joueur de handball serbe. Il mesure 1,95 mètre et pèse 95 kilos. Il joue au poste d'arrière gauche ou de demi-centre, et évolue depuis 2014 dans le club du Frisch Auf Göppingen. Il joue également dans l'équipe nationale de Serbie.

## Accidents
Le 8 février 2009, à la sortie d'une boite de nuit de Veszprém avec une partie de l'équipe du MKB Veszprém KC, une rixe a lieu : le joueur roumain Marian Cozma est mortellement blessé au cœur par un coup de couteau tandis que Žarko Šešum souffre d'une fracture du crâne et le gardien Ivan Pešić a dû subir l'ablation d'un rein à la suite d'un coup de couteau à l'abdomen,
Lors de la demi-finale du Championnat d'Europe 2012 en Serbie opposant sa sélection face à la Croatie, Šešum est blessé par un projectile jeté des tribunes en direction de Ivano Balić et de son sélectionneur. Les premières nouvelles annoncent que c'est une fléchette et que le joueur serbe risque de perdre son œil. Cela est ensuite démenti par l'entraîneur serbe : le projectile est une bouteille et il n'y a plus de risques par rapport à son œil. Malgré tout Žarko Šešum manque la finale chez lui en Serbie.

## Palmarès

### En équipe nationale
- Médaille d'argent au Championnat d'Europe 2012,  Serbie
- Médaille d'or aux Jeux méditerranéens de 2009 de Pescara,  Italie

### En club
Compétitions internationales
- Coupe d'Europe des vainqueurs de coupe (1) : 2008
- Coupe EHF (1) : 2013

Compétitions nationales
- Championnat de Hongrie (3) : 2008, 2009, 2010
- Coupe de Hongrie (2) : 2009, 2010

### Distinctions individuelles
- Élu meilleur joueur du Championnat d'Europe junior 2006[5]